# Svartrumpespindel
Svartrumpespindel (Ostearius melanopygius) är en spindelart som först beskrevs av O. Pickard-Cambridge 1879.  Svartrumpespindel ingår i släktet Ostearius och familjen täckvävarspindlar. Arten är reproducerande i Sverige. Inga underarter finns listade i Catalogue of Life.